# آنتونیو باکتی
آنتونیو باکتی (انگلیسی: Antonio Bacchetti; ۷ مارس ۱۹۲۳ – 1979) بازیکن فوتبال اهل ایتالیا بود.
از باشگاه‌هایی که در آن بازی کرده‌است می‌توان به باشگاه فوتبال اینتر میلان، باشگاه فوتبال تورینو، باشگاه فوتبال برشا، باشگاه فوتبال اودینزه، باشگاه فوتبال کروتونه، باشگاه فوتبال آتالانتا، و باشگاه فوتبال ناپولی اشاره کرد.